# Badessania metatarsalis
Genre
Espèce
Badessania metatarsalis, unique représentant du genre Badessania, est une espèce d'opilions laniatores de la famille des Samoidae.

## Distribution
Cette espèce est endémique de Nouvelle-Galles du Sud en Australie. Elle se rencontre dans les montagnes Bleues.

## Description
Le mâle holotype mesure 3 mm.

## Publication originale
- Roewer, 1949 : « Über Phalangodiden I. (Subfam. Phalangodinae, Tricommatinae, Samoinae.) Weitere Weberknechte XIII. » Senckenbergiana, vol. 30, p. 11–61.